# Katrin Krabbe
Katrin Krabbe (Neubrandenburg, 1969. november 22. –) Európa- és világbajnok német atléta.

## Pályafutása
Egy versenyszámban vett részt az 1988-as szöuli olimpiai játékokon. A tornán csak a 200 méteres síkfutás futamain indult, azonban már az elődöntőben kiesett.
Három aranyérmet nyert az 1990-es Európa-bajnokságon. 100 méteren a címvédő Silke Möller előtt nyerte meg a döntőt, továbbá győzött 200 méteren, és tagja volt a négyszer százon aranyérmes kelet-német váltónak. Ez volt az utolsó jelentős verseny, melyen a Német Demokratikus Köztársaság színeiben állt rajthoz.
1991-ben a világbajnokságon is sikeres volt. 100 és 200 méteren is első lett, továbbá a német csapat tagjaként bronzérmes volt négyszer százon.

### Eltiltása
Nem sokkal az 1992-es barcelonai olimpia előtt nála, és edzőtársánál, Grit Breuernél klenbuterolt találták egy vizelet-próba vizsgálat alatt. A Német Könnyűatlétikai Szövetség mindkettejüket egy év eltiltással sújtotta, ezt azonban - sportszerűtlen magatartásra hivatkozva - a Nemzetközi Atlétikai Szövetség (IAAF) további két évvel, 1995-ig meghosszabbította. Míg Breuer az ítéletet tudomásul vette és 1995-ben visszatért a versenysportba, addig Katrin bírósághoz fordult kártérítésért.
1996-ban a müncheni Fellebbviteli Bíróság úgy határozott, hogy Katrinnek kártérítés jár, mivel a két évnél hosszabb időre szóló eltiltással megsértették a sportolónő jogát foglalkozása szabad gyakorlásához. Az IAAF 1,2 millió német márkát fizetett kártérítésként az elmaradt szponzorpénzek és egyéb prémiumok pótlásaként.
Mivel ez a fizetés az elmaradt jövedelmének pótlása volt, az összeg adókötelesnek számított. Katrin ezt nem fizette be, amiért őt pénzbüntetésre, férjét, mint bűnrészest pedig tíz hónapos felfüggesztett szabadságvesztésre ítélték.

## Egyéni legjobbjai
- 100 méteres síkfutás - 10,89 s (1989)
- 200 méteres síkfutás - 21,95 s (1990)